# Emil Hofmann (Politiker)

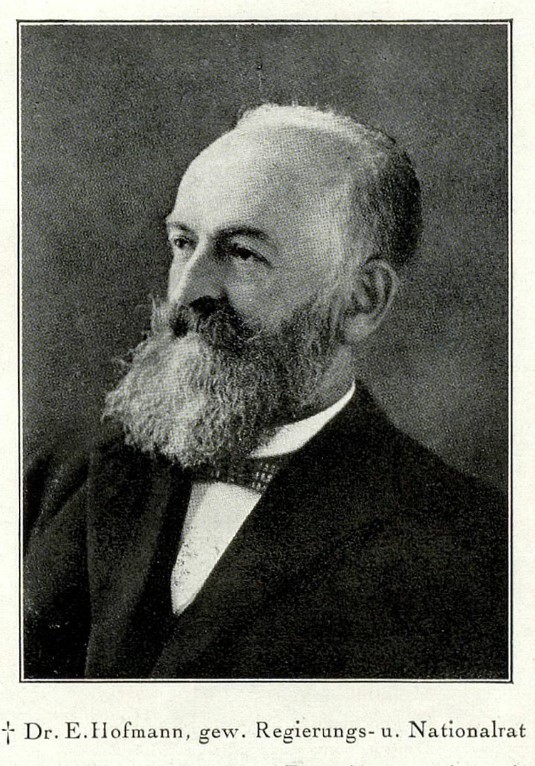
Emil Hofmann

Emil Hofmann (* 21. Februar 1865 in Egelshofen; † 10. März 1927 in Bern; heimatberechtigt in Egelshofen und Weiningen) war ein Schweizer Pfarrer und Politiker.

## Leben und Werk
Emil Hofmann war der älteste Sohn des Lehrers Reinhard und besuchte nach der Sekundarschule das untere Gymnasium in Konstanz und anschliessend die Kantonsschule in Frauenfeld.
Von 1885 bis 1890 studierte er Philosophie, Staatswissenschaften und Theologie an den Universitäten von Basel, Jena, Freiburg im Breisgau und Zürich. In Zürich legte er das theologische Staatsexamen ab und wurde 1889 ordiniert.
Seine erste Anstellung als Pfarrer erhielt Emil Hofmann am Kapitel Seetal mit Sitz in Altnau. 1890 heiratete er Frieda Schwank von Altnau, und im gleichen Jahr berief ihn die Gemeinde Stettfurt an ihre verwaiste Pfarrstelle. Hier war er von 1890 bis 1898 Pfarrer und von 1899 bis 1905 Schulinspektor.
1891 doktorierte Hofmann in Nationalökonomie. Seine Dissertation behandelt Die Hypothekarverschuldung im Kreise Matzingen. Weitere wissenschaftliche Arbeiten folgten, darunter auch solche im Auftrag für die Schweizerische Eidgenossenschaft oder für verschiedene Schweizer Kantone.
Am 11. September 1898 wurde Hofmann in den Nationalrat gewählt, und 1905 erfolgte die Wahl zum Regierungsrat. Als Nationalrat wurde er 1925 zum Präsidenten der Finanz- und Geschäftsprüfungskommission gewählt. 1925/1926 war er Nationalratspräsident. 1910 war Emil Hofmann der Führer der Demokratischen Partei des Kantons Thurgau.
Nachdem seine Frau 1905 verstorben war, heiratete er 1911 Anna Elisabeth, geborene Ruess. Infolge der Spanischen Grippe verstarben im November 1918 seine einzigen zwei Söhne und ein Enkelkind.